# Aitor Elkoro Sarasua
Aitor Elkoro Sarasua (Elgeta, Guipúscoa, 1967), conegut simplement com a Elkoro, és un jugador professional de pilota basca a mà, en la posició de rest, en nòmina de l'empresa Aspe. Va debutar l'any 1992 al frontó de Gernika i es va retirar el 2007.

## Palmarès
- Subcampió del Manomanista, 1997 i 1999.
- Campió per parelles, 1999
- Subcampió per parelles, 1998